# Es Xarco
També existeix la platja del Xarco a la Vila Joiosa.
Es Xarco és una petita cala de l'illa d'Eivissa, al municipi de Sant Josep de sa Talaia. Es troba a 13,5 km d'Eivissa i a 9 km de Sant Josep. Fa 100 metres de llargada per 15 d'amplada.